# Matilde Marcolli
Matilde Marcolli (Como, 30 novembre 1969) è una fisica e matematica italiana naturalizzata statunitense, accademica presso l'Università di Toronto e il Perimeter Institute.

## Carriera
Marcolli ha ottenuto la laurea con lode in Fisica nel 1996, presso l'Università di Milano, sotto la supervisione di Renzo Piccinini e con la tesi Classes of self equivalences of fibre bundles. Nel 1994 si è quindi trasferita negli USA, dove ha conseguito master e dottorato in matematica presso l'Università di Chicago, sotto la supervisione di Melvin Rothenberg e con la tesi Three dimensional aspects of Seiberg-Witten Gauge Theory.
Tra il 2000 e il 2010 ha coperto la posizione tedesca di docente C3 (equivalente alla posizione italiana di docente associata) presso l'Istituto Max Planck di matematica di Bonn in Germania, ed ha ricoperto la posizione di docente (di cortesia) presso l'Università statale della Florida a Tallahassee negli USA. È stata anche docente onoraria presso l'Università di Bonn. Dal 2008 al 2018 ha ricoperto la carica di docente ordinaria (full professor) di matematica presso il dipartimento di Fisica, Matematica e Astronomia del California Institute of Technology. Attualmente è docente presso il dipartimento di matematica dell'Università di Toronto e fa parte del Perimeter Institute.
Ha svolto vari incarichi temporanei presso il Tata Institute of Fundamental Research in India, il Kavli Institute for Theoretical Physics negli USA, l'Institut Mittag-Leffler in Svezia, l'Isaac Newton Institute in Gran Bretagna e il Mathematical Sciences Research Institute negli USA.

## Attività di ricerca
L'attività di ricerca di Marcolli ha coperto varie aree della matematica e della fisica teorica, quali la teoria di gauge, la topologia in dimensione bassa, le strutture algebrico geometriche della teoria quantistica dei campi, la geometria non commutativa (studiata con Caterina Consani) con l'applicazione della teoria dei numeri, i modelli fisici (in particolare la fisica delle particelle) e l'effetto Hall quantistico.
Ha collaborato con diverse personalità del ramo matematico e fisico, tra cui Yuri I. Manin e Alain Connes.

## Riconoscimenti
- (2001) Premio Heinz Maier-Leibnitz-Preis.[9]
- (2002) Premio Sofia Kovalevskaya Award.[10]
- (2008) Invito come relatrice presso l'European Congress of Mathematics a Amsterdam.[11]
- (2010) Invito come relatrice presso il Congresso internazionale dei matematici a Hyderabad.[12]
- (2021) Premio per la pubblicazione di Lumen Naturae: Visions of the Abstract in Art and Mathematics, categoria matematica, PROSE Awards.[13]

## Pubblicazioni
- Matilde Marcolli, Seiberg-Witten gauge theory, New Delhi, Hindustan Book Agency, 1999, ISBN 9788185931227, OCLC 468606720.
- Claus Hertling e Matilde Marcolli (a cura di), Frobenius Manifolds : Quantum Cohomology and Singularities, Vieweg-Teubner Verlag, 2003, ISBN 978-3-322-80238-5.
- Matilde Marcolli e Jurij Ivanovič Manin, Arithmetic Noncommutative Geometry, American Mathematical Society, 2005, ISBN 9780821838334.
- Caterina Consani e Matilde Marcolli (a cura di), Noncommutative geometry and number theory : where arithmetic meets geometry and physics, 1st, Vieweg-Teubner Verlag, 2006, ISBN 978-3-8348-0170-8.
- Sergio Albeverio, Matilde Marcolli, Sylvie Paycha e Jorge Plazas, Traces in Number Theory, Geometry and Quantum Fields, Vieweg+Teubner Verlag, 2008, ISBN 9783834803719.
- Masoud Khalkhali e Matilde Marcolli, An Invitation to Noncommutative Geometry, World Scientific, 2008, ISBN 9789812706164.
- Alain Connes e Matilde Marcolli, Noncommutative Geometry, Quantum Fields and Motives, American Mathematical Society, 2008, ISBN 9780821874783.
- Matilde Marcolli, Feynman Motives, Singapore, World Scientific, 2010, ISBN 9789814271202.
- Hossein Abbaspour, Matilde Marcolli e Thomas Tradler, Deformation spaces : perspectives on algebro-geometric moduli, Vieweg+Teubner, 2010, ISBN 978-3-8348-1271-1.
- Özgür Ceyhan, Yu I. Manin e Matilde Marcolli, Arithmetic and Geometry Around Quantization, Springer, 2010, ISBN 9780817648312.
- Matilde Marcolli e Deepak Parashar, Quantum groups and noncommutative spaces perspectives on quantum geometry: a publication of the Max-Planck-Institute for Mathematics, Bonn, Vieweg + Teubner, 2011, ISBN 9783834814425, OCLC 793144094.
- Marcolli Matilde, Noncommutative Cosmology, Singapore, World Scientific, 2017, ISBN 9789813202863.
- Matilde Marcolli, Lumen Naturae: Visions of the Abstract in Art and Mathematics, MIT Press, 2020, ISBN 9780262043908.